# Pobřeží

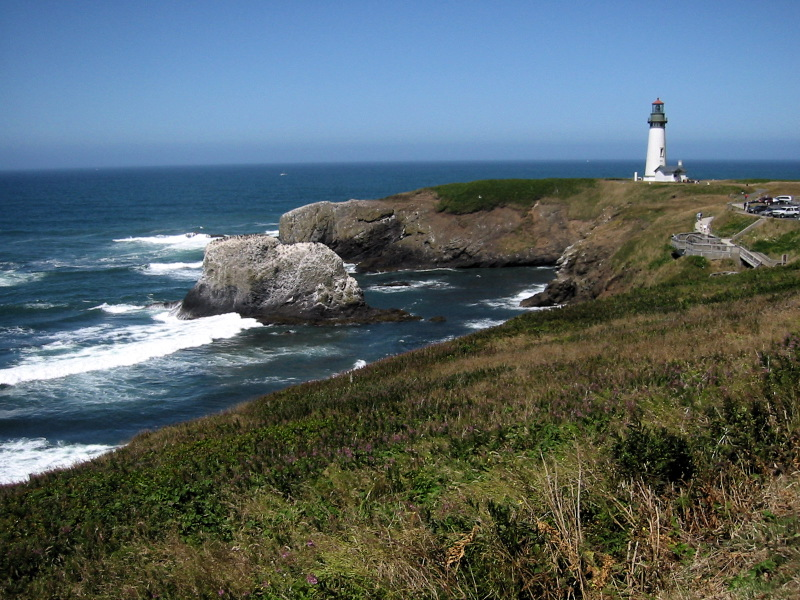
Skalnaté pobřeží s majákem na styku s Pacifikem. Yaquina Head, Oregon.

Pobřeží je přilehlá oblast styku mezi pevninou a oceánem, která je v mapách zakreslována jako linie.
Rozlišují se dva základní typy, a to klifové pobřeží a plážové pobřeží, jež se od sebe liší stavbou a vertikální členitostí.

## Klifové pobřeží

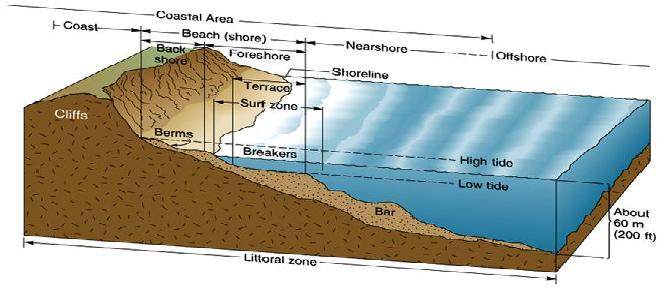
Terminologie pobřežních oblastí (anglicky)

Klifové pobřeží je tvořeno skalními tvary, které tvoří ostrý přechod mezi oceánem a pevninou a které se nazývají klify (v širším významu útesy). Vlivem abrazní činnosti vody je pevnina postupně zatlačována a horninový materiál je odnášen vodou. Vznikají různé specifické tvary jako suky, skalní brány či abrazní mořské terasy.

## Plážové pobřeží
Plážové pobřeží se vyznačuje tím, že se zde ukládá materiál přinášený vodou odjinud, kde voda obrušuje povrch hornin (abrazivní působení mořské vody). Vznikají tak rozsáhlé oblasti s vyplaveným pískem, který se formuje do pláže. Pokud je písek po plážích přenášen větrem, vznikají písečné duny.
Pobřeží tvoří specifické dílčí jednotky:
- útes – skalní těleso, které vystupuje z moře nebo se nad mořem tyčí,
- pláž – místo se značnými nánosy písku,
- kosa – písečný předbřežní val tvořící souš,
- tombolo –  nízký a úzký písečný val spojující ostrov s pevninou či jiným ostrovem; může být zaplavován,
- sebcha – přímořská plošina občas zaplavovaná,
- delta – místo, ve kterém se do moře nebo oceánu vlévá řeka.

## Galerie

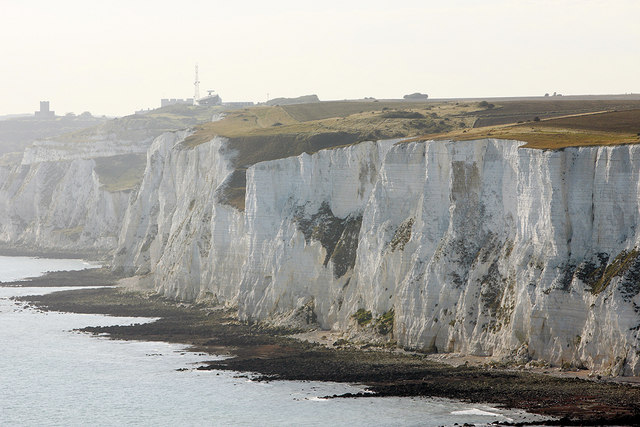
abrazní pobřeží
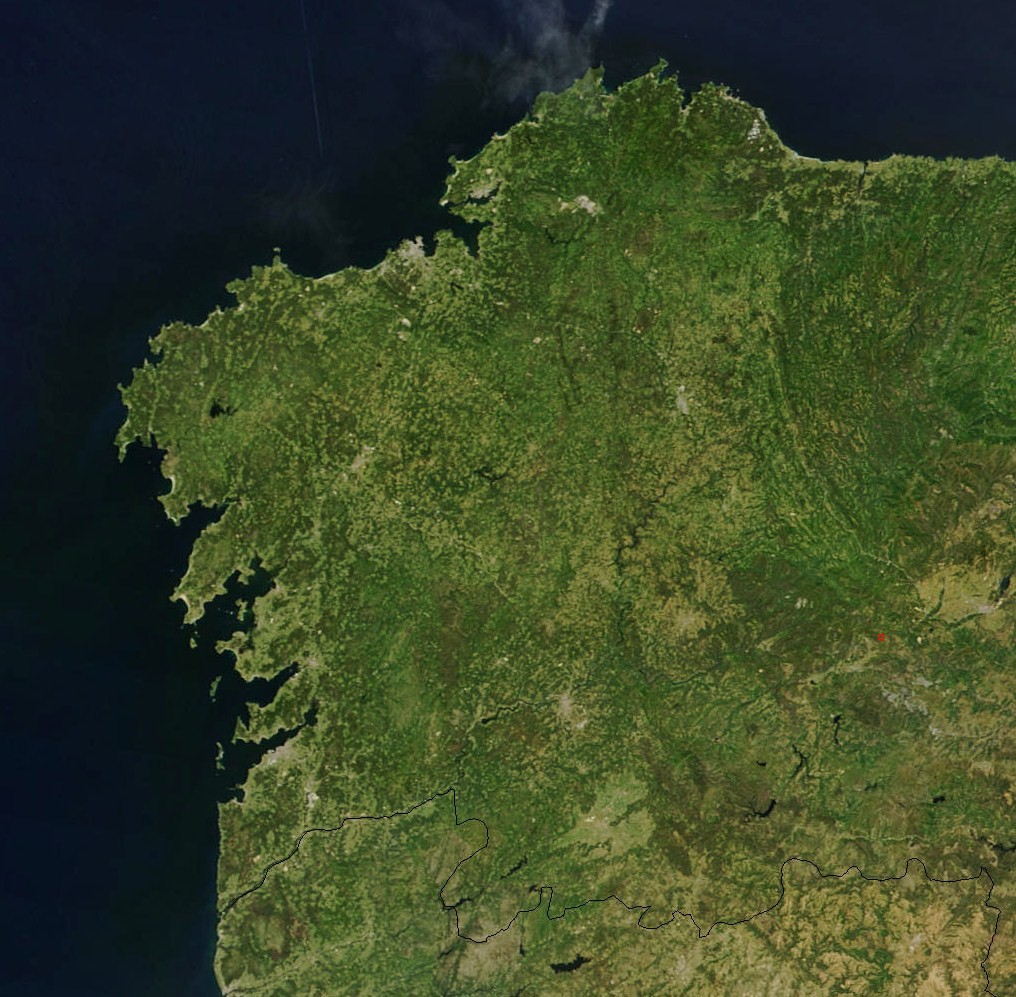
riasové pobřeží
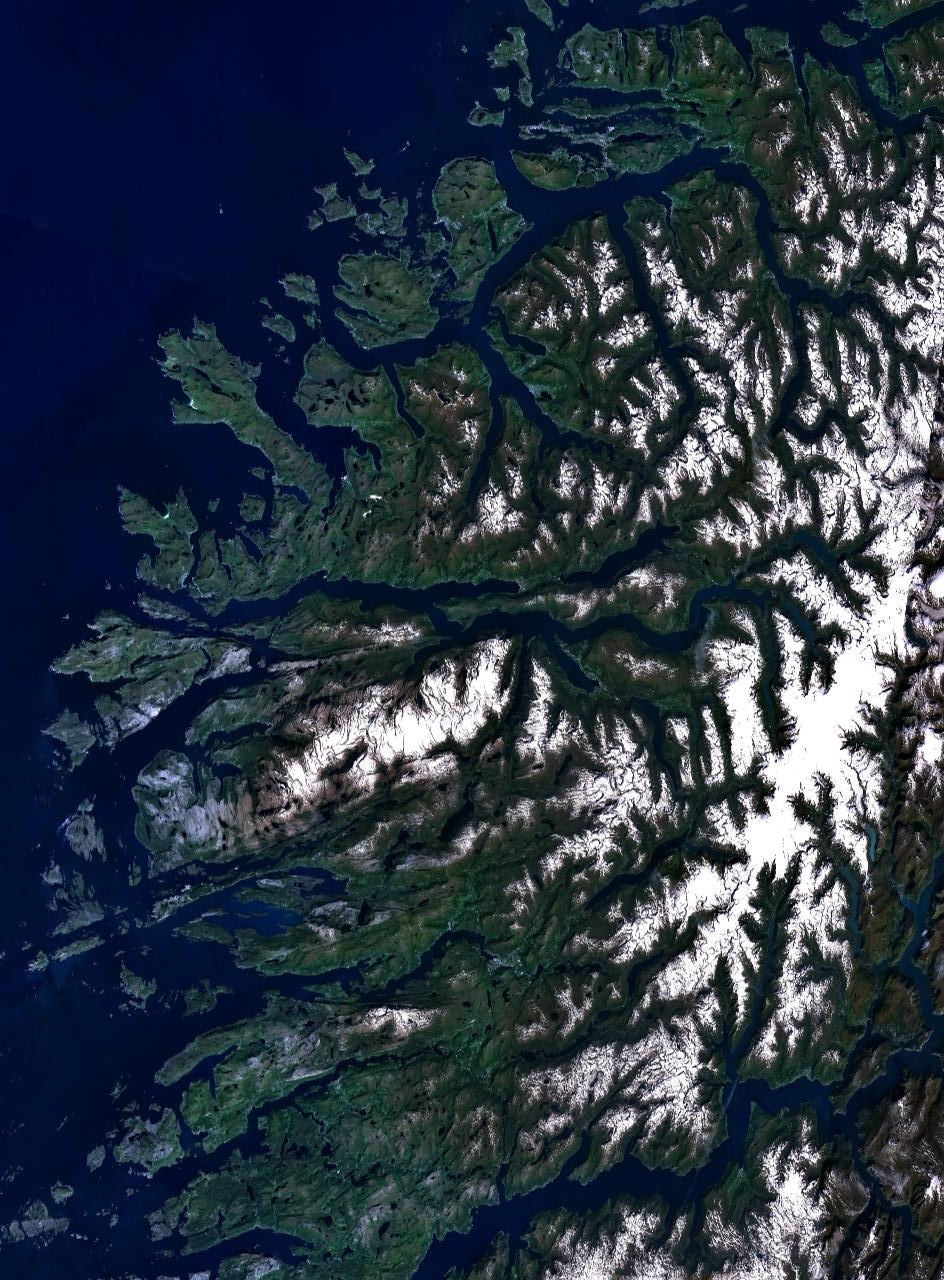
fjordové pobřeží
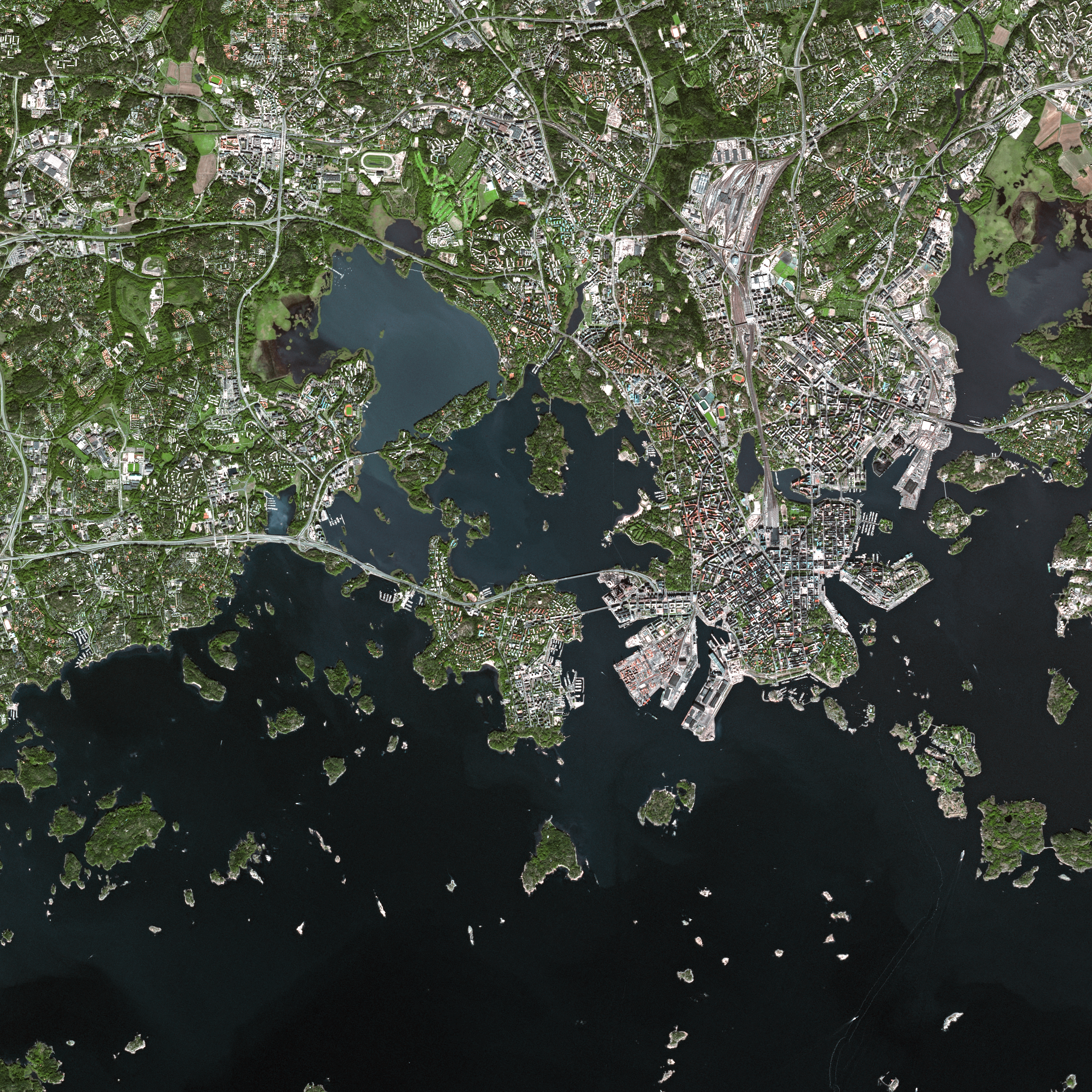
šérové (skjarové) pobřeží
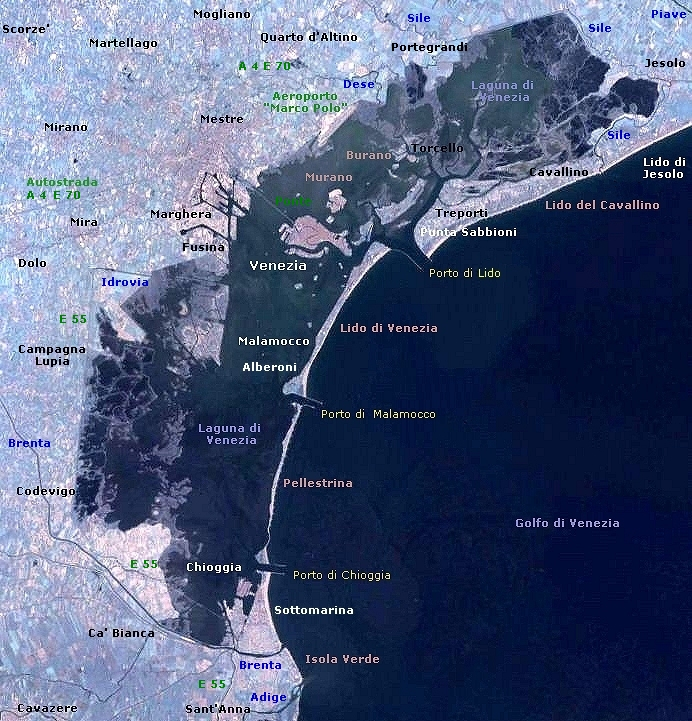
bariérové pobřeží
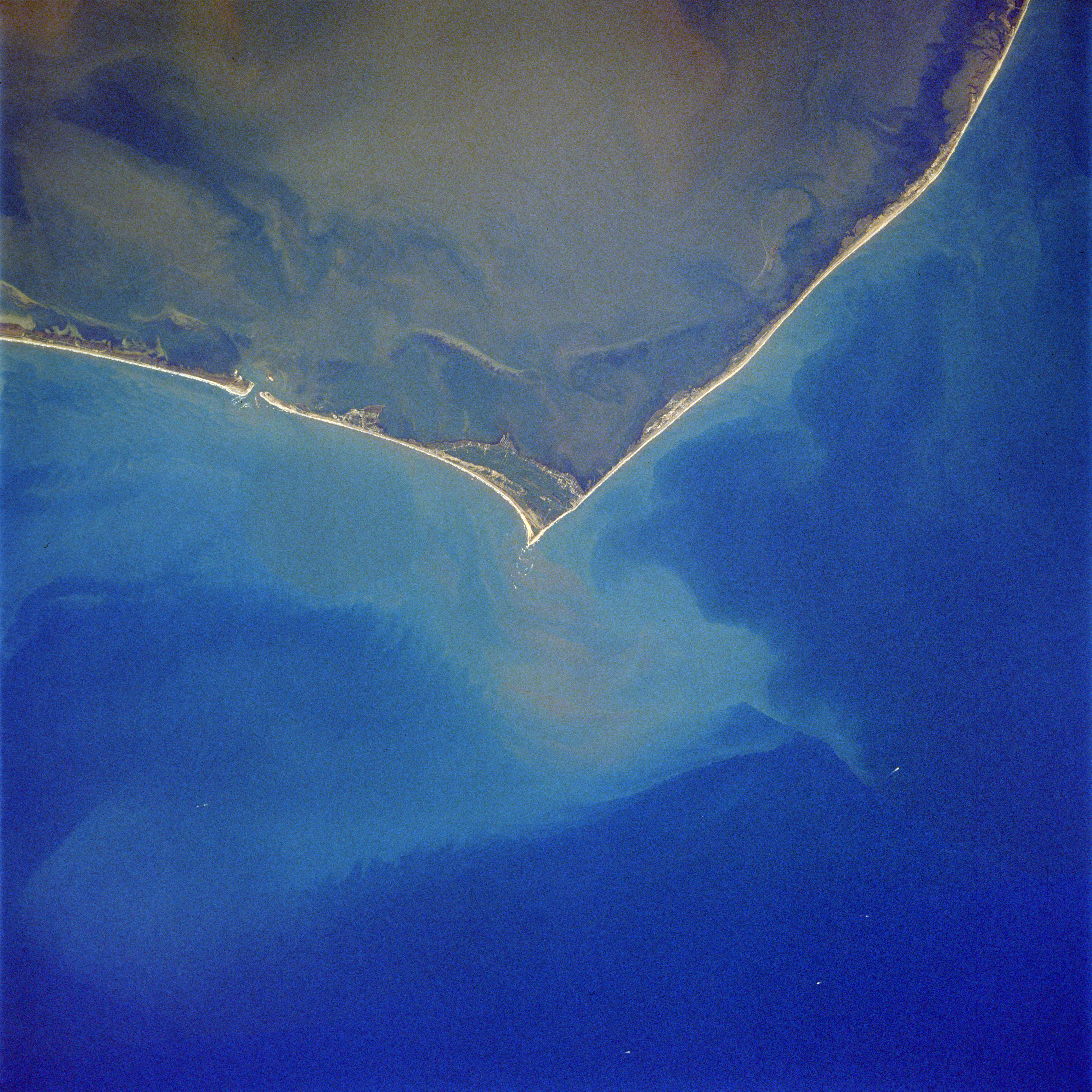
bariérové pobřeží
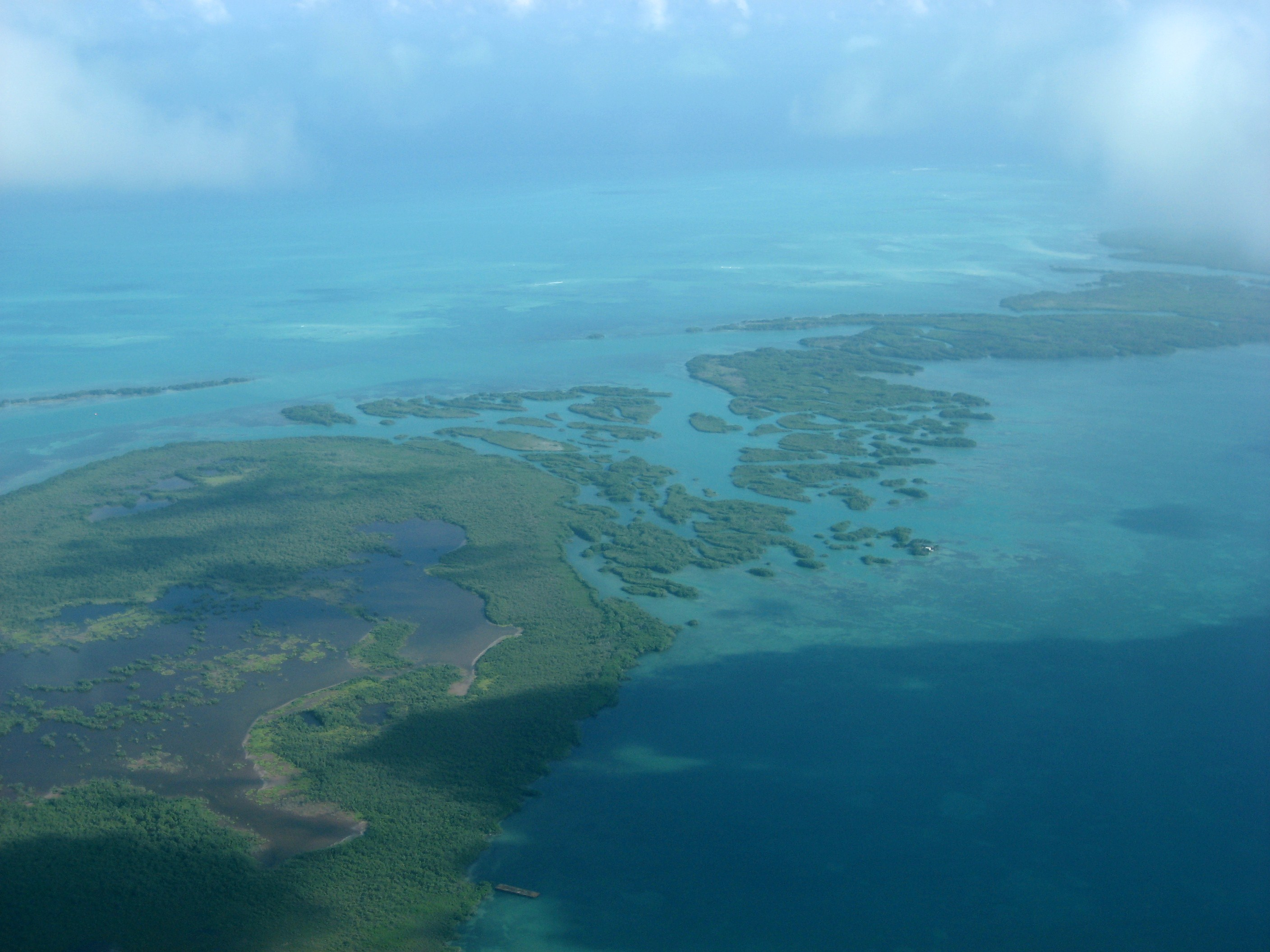
mangrovové pobřeží
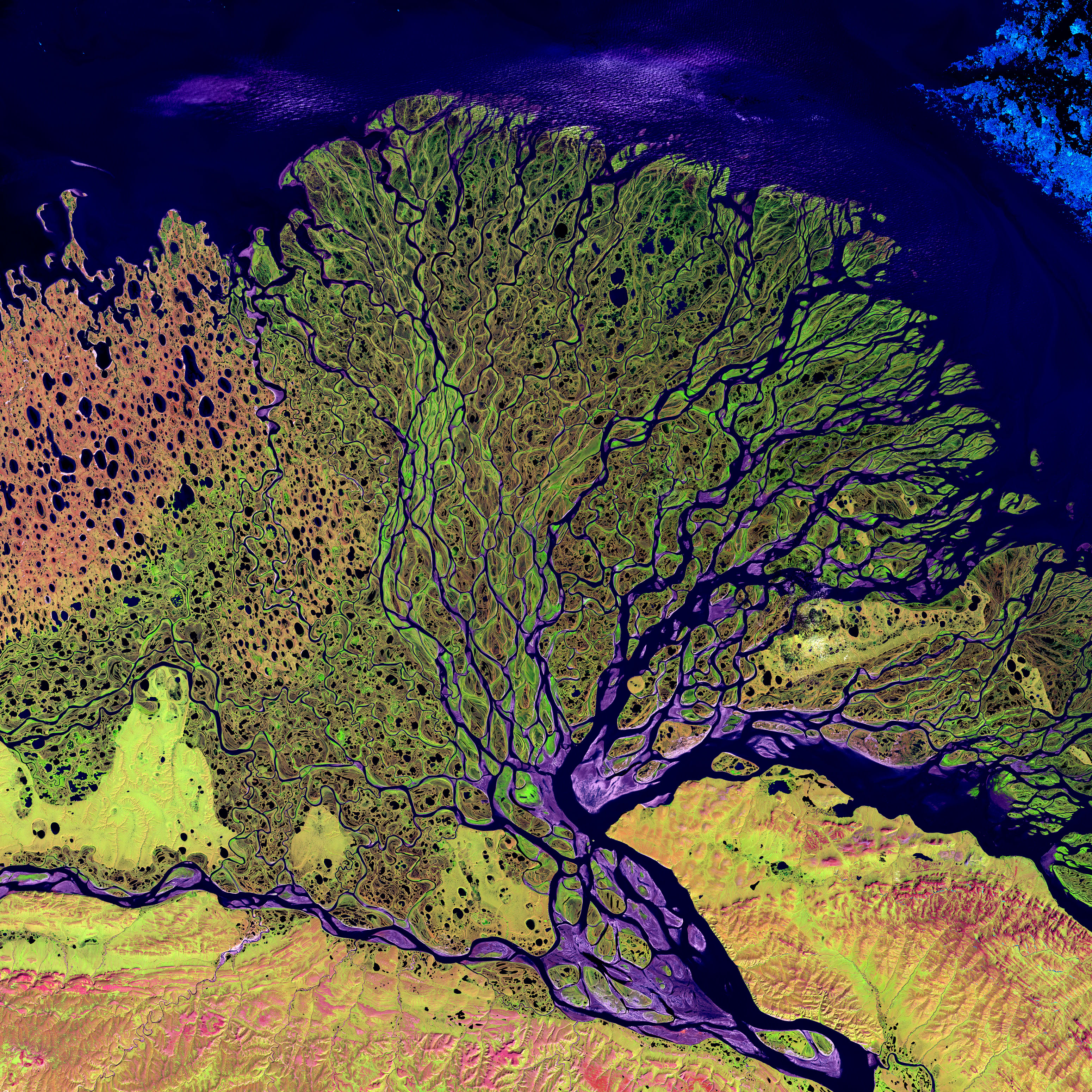
delta
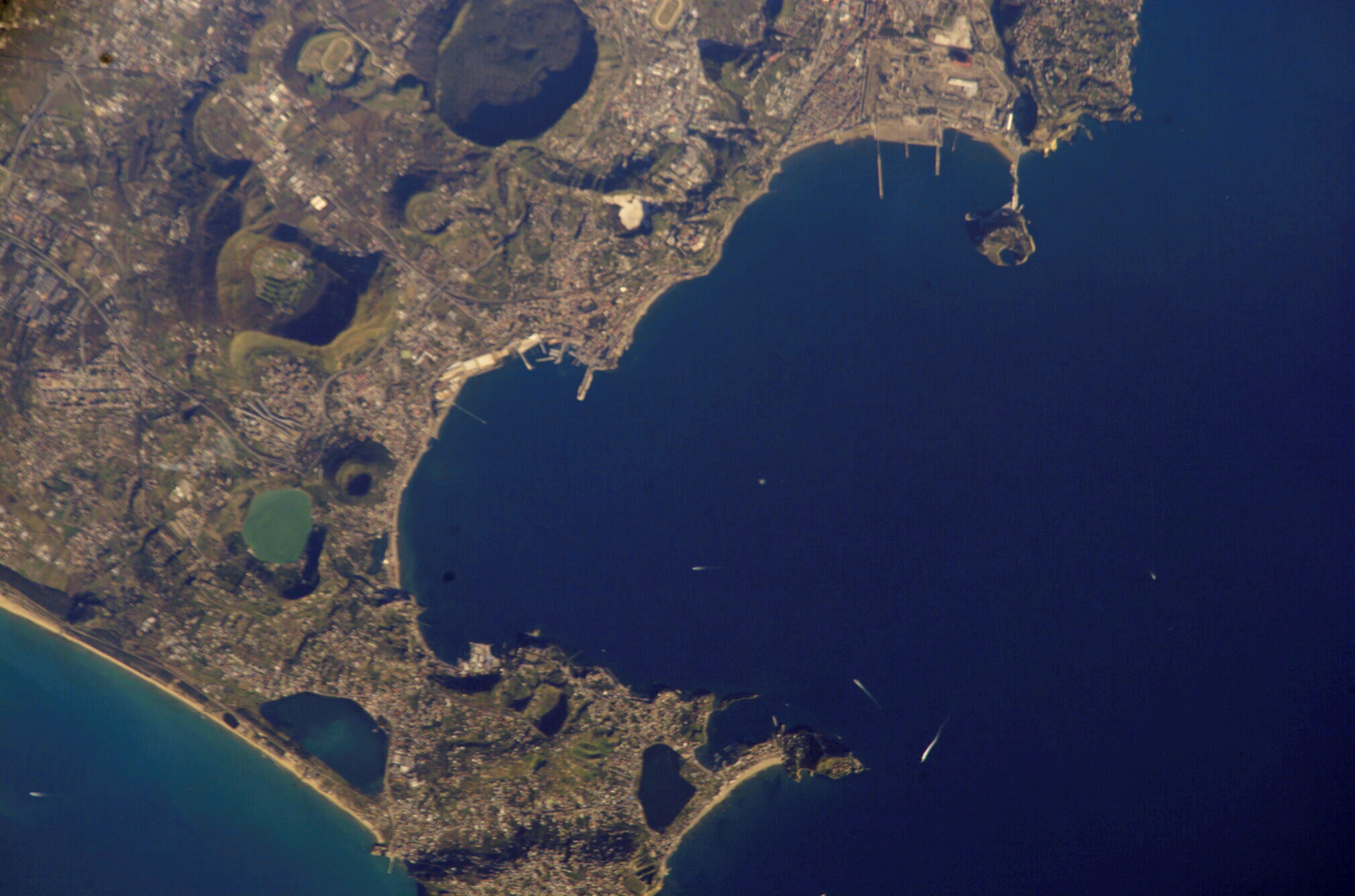
vulkanické pobřeží
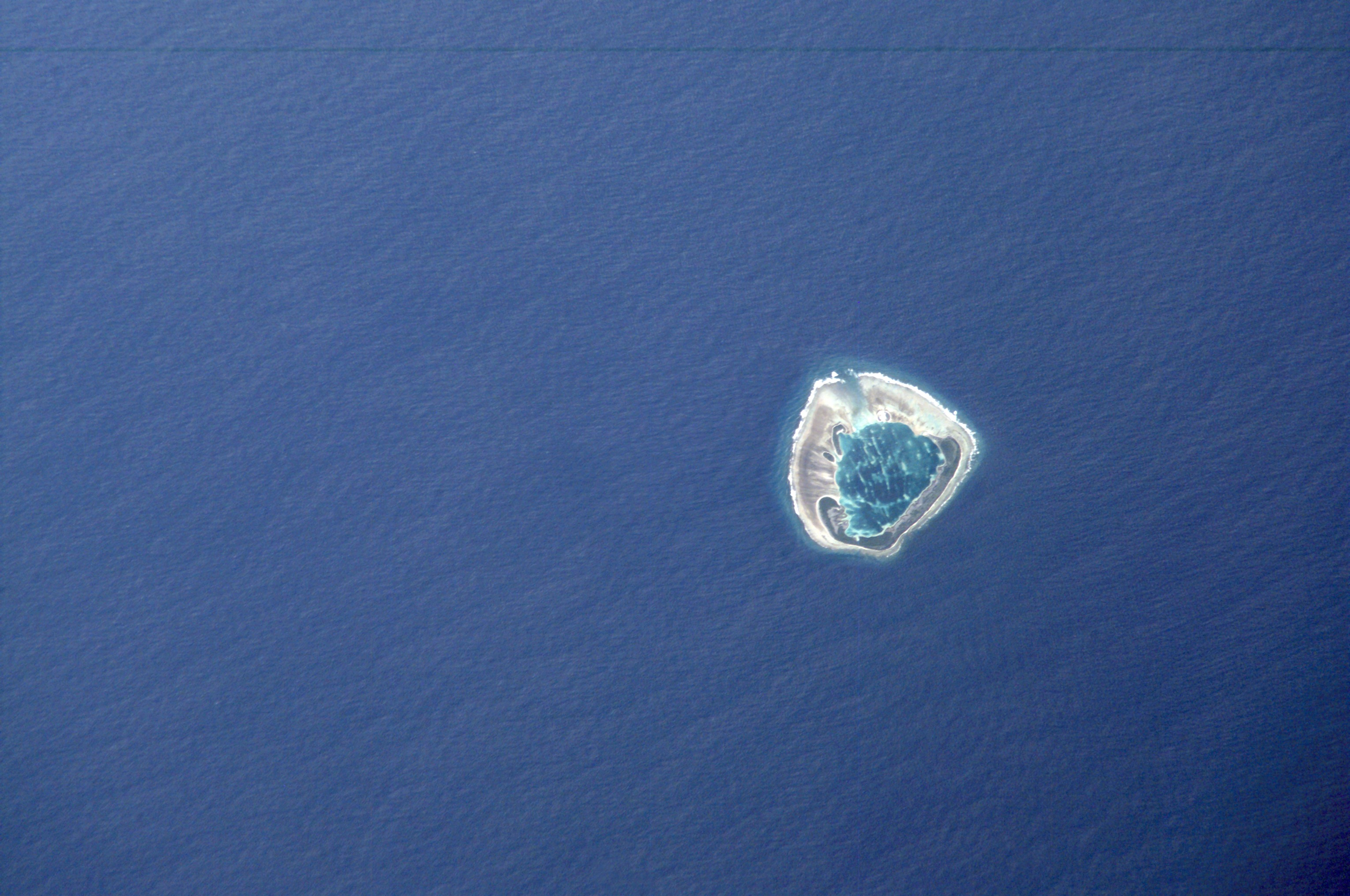
korálový atol
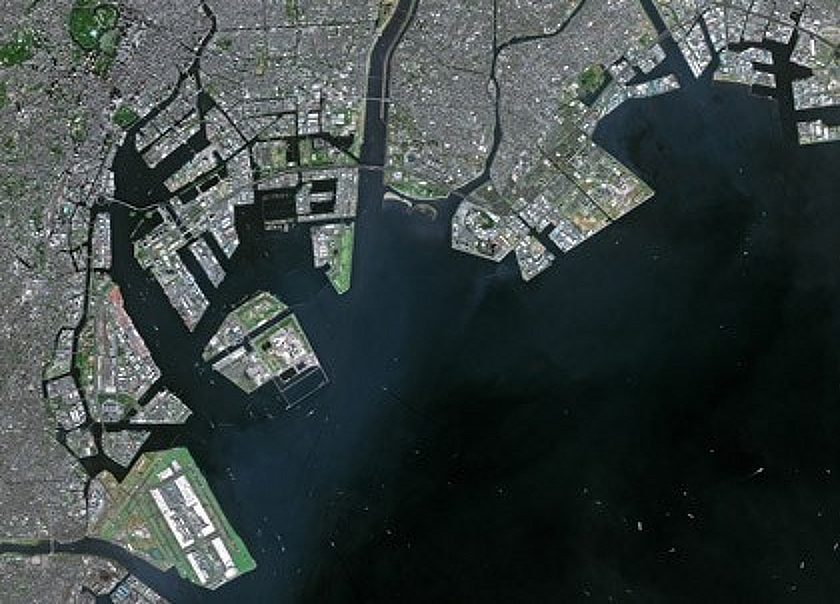
antropogenní pobřeží
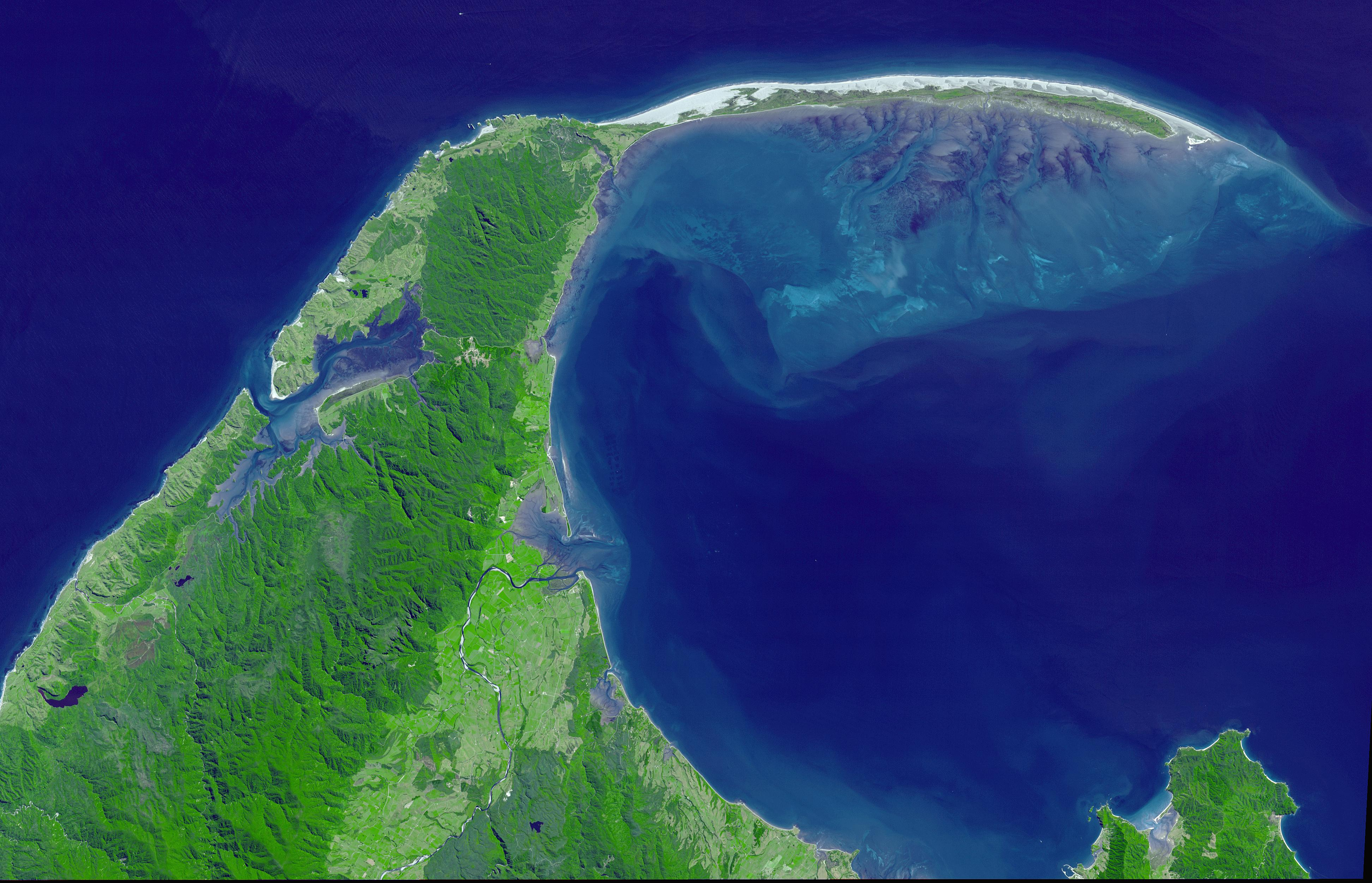
kosa
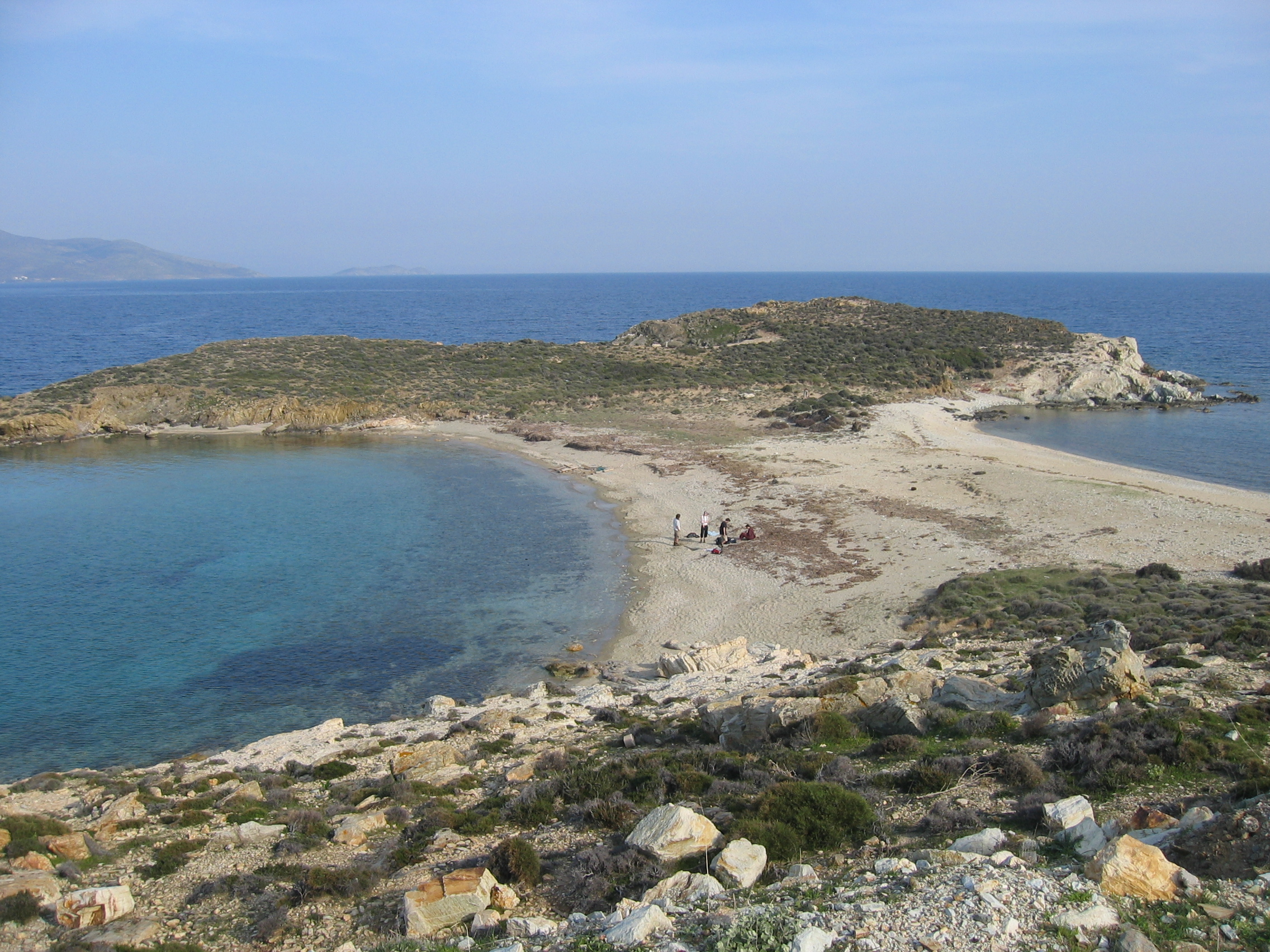
tombolo
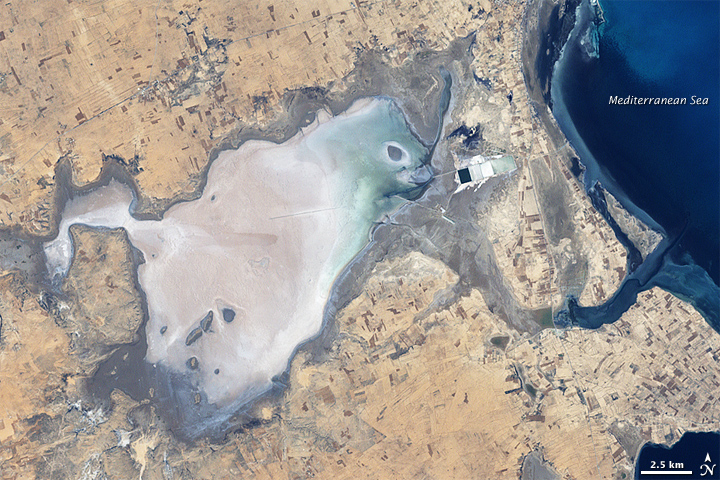
sebcha